# Struktury halokinetyczne
Struktury halokinetyczne – ogólna nazwa form tektonicznych powstałych w procesach tektoniki solnej, związanych z występowaniem soli kamiennej.